# Paracentrobia monotricha
Paracentrobia monotricha är en stekelart som först beskrevs av Maksymilian Nowicki 1940.  Paracentrobia monotricha ingår i släktet Paracentrobia och familjen hårstrimsteklar. Arten är reproducerande i Sverige. Inga underarter finns listade i Catalogue of Life.